# Rede de arrasto

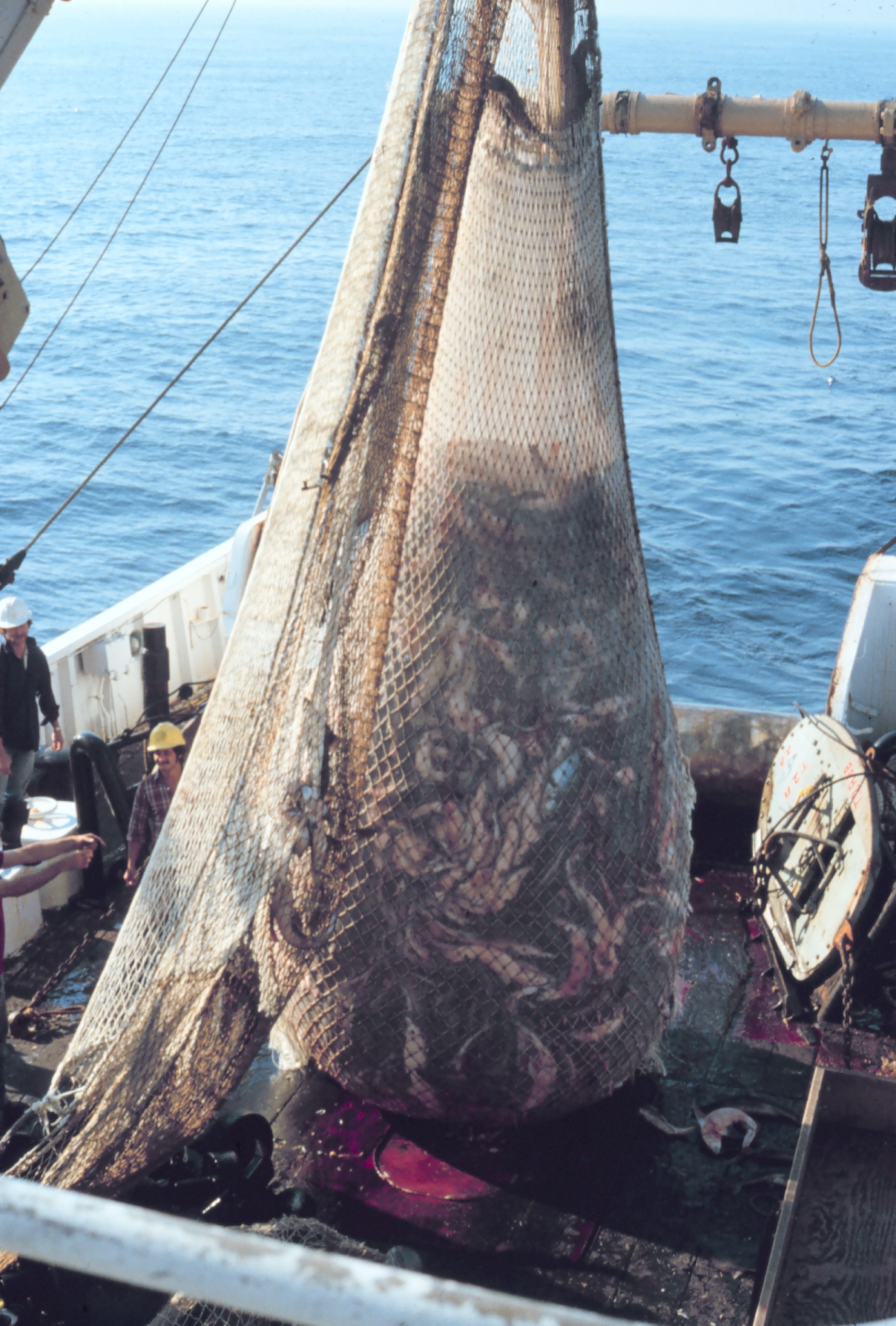
Saco duma rede de arrasto acabado de içar

O arrastão, ou rede de arrasto, e um tipo de arte de pesca/petrecho em forma de saco que são puxadas a uma velocidade que permite que os peixes, crustáceos ou outro tipo de pescado, sejam retidos dentro da rede. 

## Descrição
Uma rede de arrasto é formada essencialmente pelas seguintes partes:
- o saco, ou seja, o fundo da rede, geralmente de malha mais apertada que as restantes;
- a barriga, uma peça geralmente de malha um pouco mais larga que o saco e que o une às
- asas, duas peças alongadas de rede que unem lateralmente a barriga às portas (no caso das redes industriais) ou aos cabos por onde o aparelho é arrastado.

O bordo superior da barriga e asas é entralhado (cosido) a um cabo com flutuadores, chamada cabo real ou arraçal, enquanto que o inferior, que normalmente se encontra mais recuado que o superior, é entralhado num cabo com pesos.

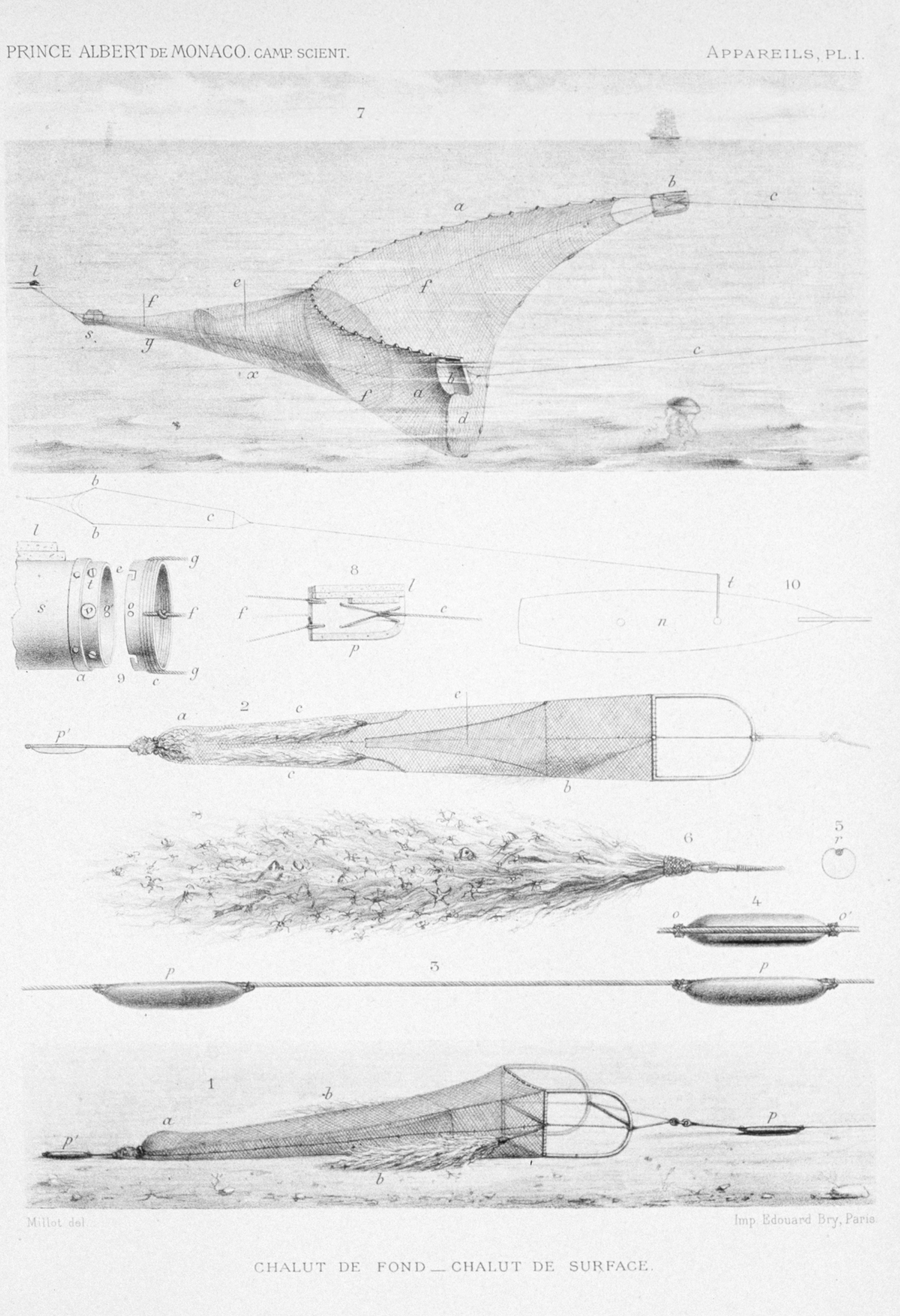
Desenho de diversos tipos de redes de arrasto

As redes de arrasto podem ser puxadas manualmente por pescadores a pé, geralmente da praia ou dum banco de areia, num tipo de pesca artesanal denominado arrasto para terra ou para a praia. Normalmente este aparelho é construído pelos próprios pescadores, quer utilizando redes tecidas de fibras naturais ou de fio de pesca, seja com redes e cabos de fábrica. A rede é geralmente lançada à água a partir duma embarcação, que pode ser uma simples canoa ou uma lancha a motor ou à vela; uma ponta do cabo fica em terra e o barco faz um arco do tamanho da rede para entregar a outra ponta aos pescadores que se encontram do outro lado da praia.
As redes de arrasto industriais são geralmente de maior tamanho que as artesanais e são puxadas por arrastões, barcos equipados para esta operação. O equipamento principal para esta atividade é um ou dois guinchos que enrolam e desenrolam os cabos das portas. As portas são placas mais ou menos planas que ficam presas transversalmente ao cabo do alador e das asas e que mantêm a rede aberta durante o arrasto; na sua forma mais simples, eram placas de madeira planas, muito parecidas com a porta duma casa.
Existem dois tipos de rede de arrasto: a rede de arrasto no fundo e a de meia-água; nesta última, a quantidade de pesos e flutuadores é regulada para manter a rede à profundidade pretendida. Estas redes são usadas para capturar peixes pelágicos, como os carapaus ou sardinhas e, nos barcos mais modernos, são equipadas com sondas para detetar os cardumes e permitir acertar a altura da rede.

## Arte de pesca
Os petrechos da pesca podem ser classificados em:
- técnicas fixas: curral; fuzarca; matapi; muzuá/covo; tapagem, e; zangaria.
- técnicas móveis: arrastão; espinhel/palangre; linha de mão; malhadeira, e; tarrafa.

Os outros petrechos de pesca: guizo; poitamento; timbó; cavalinho; pari; fisga; garateia; arpão; puçá; caniço; cacuri; rabiola; socó; moponga; paneirão.